# Dieuches ochromus
Dieuches ochromus ist eine Wanze der Gattung Dieuches in der Familie Rhyparochromidae, die nur von zwei Fundorten in der Stadt Chittagong, Bangladesch bekannt ist.

## Merkmale

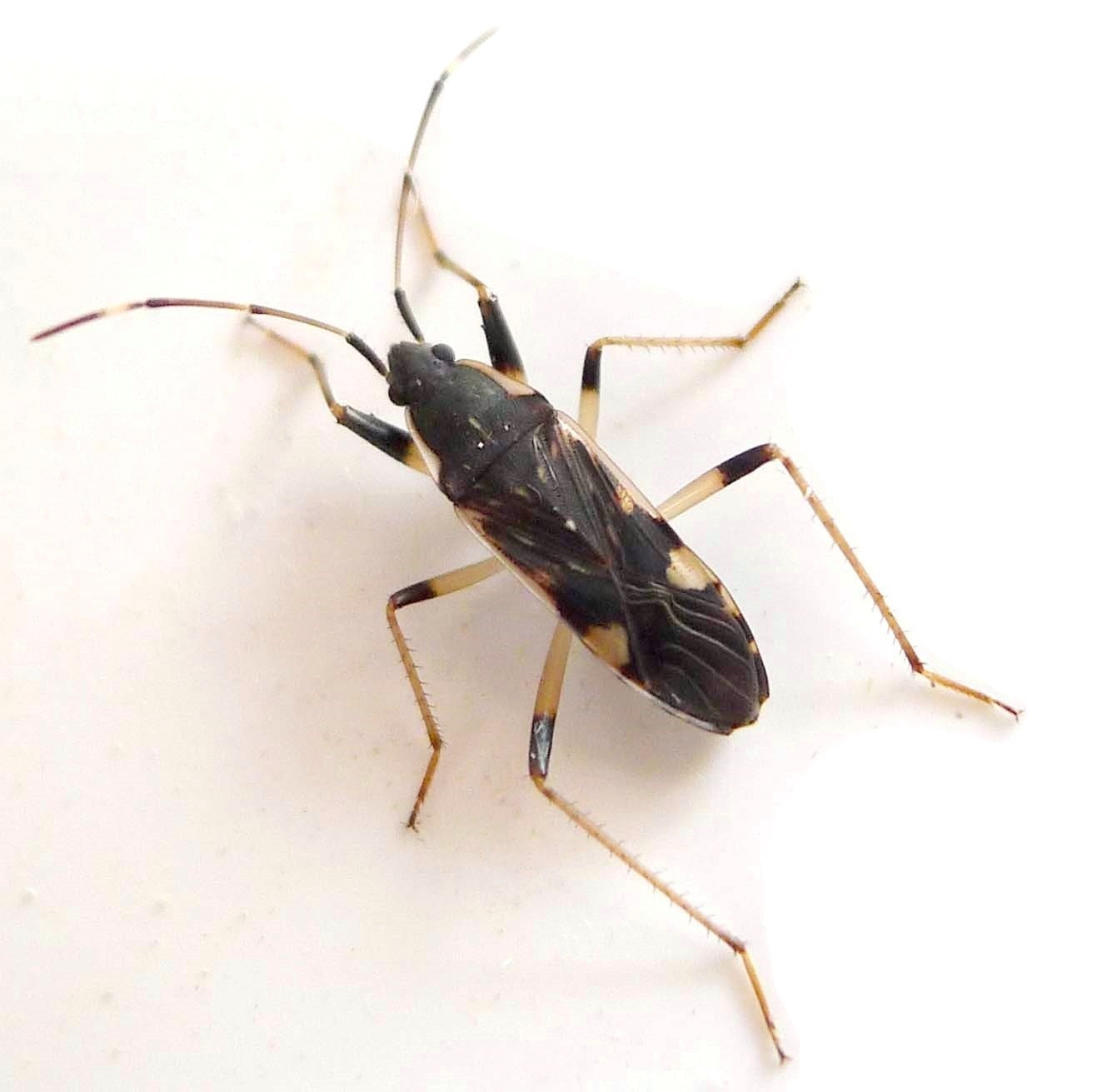
Dieuches armatipes, eine sehr ähnliche europäische Art

Dieuches ochromus hat einen langgestreckten Körper mit einer markanten Zeichnung von zwei dunklen Querbinden auf der hinteren Körperhälfte, die auf der Körper-Längsachse ineinander übergehen. Sie wird etwa 8 Millimeter lang, bei einer Breite von etwa 2,3 Millimeter, der Kopf ist ebenso breit wie lang. Die ventrale Seite von Kopf und Thorax sind dunkelbraun, die des Abdomen heller braun. Das erste Antennensegment ist orange, mit brauner Basis, bei weiblichen Wanzen bisweilen überwiegend braun. Das zweite Segment ist blassorange mit einem braunen Ring am Ende, das dritte braun, zum distalen Ende dunkler werdend, das vierte Segment ist braun mit einem breiten gelben Ring an der Basis.
Dieuches ochromus ähnelt stark den Arten Dieuches indicus, Dieuches pamelae, Dieuches armatipes und Dieuches longicollis, von denen sie sich vor allem durch die Maße des Kopfes unterscheidet.

## Verbreitung
Der Typenfundort von Dieuches ochromus ist das Wohnviertel Nasirabad (22° 21′ 47,9″ N, 91° 49′ 44,8″ O) in der Stadt Chittagong in Bangladesch, wo der Holotyp im Januar 1970 an einer Lichtquelle gefangen wurde. Ein weiterer Fundort war im April 1970 das nur wenige hundert Meter entfernte Panchlaish (22° 21′ 45″ N, 91° 50′ 3,8″ O).

## Systematik
Dieuches ochromus ist eine von mehr als 130 Wanzen der Gattung Dieuches in der Tribus Rhyparochromini, Unterfamilie Rhyparochrominae der Familie Rhyparochromidae.

### Erstbeschreibung
Die Erstbeschreibung erfolgte 1995 durch den neuseeländischen Entomologen Alan C. Eyles. Der Holotyp ist ein im Januar 1970 gesammeltes männliches Exemplar. Er befindet sich mit einem Allotyp und zwei männlichen und neun weiblichen Paratypen in der Sammlung des Mährischen Landesmuseums in Brünn, Tschechien.